# Будик II (король Арморики)
Будик II (брет. Budic; 460—544) — старший сын и наследник короля Арморики Эриха.

## Биография

### Правление
Подобно своему дяде и тёзке, королю Будику I, Будик II был прототипом императора Бретани (Emyr Llydaw). Будик был женат на Элейне, дочери Горлуа Керниу, который был сыном Солора Керниу.
Когда его двоюродный брат Ривал узурпировал власть в Арморике, он и его отец Эрих бежали в Британию. Они нашли убежище при дворе короля Айргола Диведского, где его другой двоюродный брат, Амун Чёрный, был королевским приближённым. Здесь Будик познакомился с Аноуэд, сестрой святого Тейло. Вскоре он женился на ней и она родила ему двоих детей. Во время её третьей беременности, к Будику прибыли посланники из Арморики с сообщением о смерти Ривала. Эрих и Будик со своей женой и детьми прибыли в Арморику, где и стали править.
Конница Будика II считалась непобедимой. При нём его страна стала более могущественной. В последние годы жизни при нём регентствовал его старший сын Хоэль Великий.
Правитель Гвента, Мейриг, своих трёх дочерей — Гвенонви, Анну и Афреллу, выдал замуж за трёх сыновей Будика, Гвиндафа, Амуна и Умбрафела соответственно. Согласно же другим источникам, они были его двоюродными братьями и сыновьями Будика I.
Он умер в 544, в 545, либо в 556 году или же в 570 году.

### Семья
Первая жена — Элейн верх Горлуа. Дети:
- Хоэль Великий
- Алайн Белые Лодыжки (прототип Ланселота)
- Мадог
- Оуайн
- Гвиддно
- Педрун
- Дифнунг
- Гвен, замужем за Фраканом ап Селифом, а затем за Энеасом Ледевигом (Eneas Ledewig)[11][12].

- Ффередин
- Дуин

Вторая жена — Аноуэд дочь Святого Усиллта, сына Хидуна ап Кередига. Дети:
- Святой Теудриг, умер в 586 году[9][10]
- Святая Канна
- дочь, первый муж — Йонас ап Риотам, второй муж — Кономор
- Святой Исфаэл, епископ Сент-Дэвидса
- Святой Тифей
- Святой Одоцей, епископ Лландава

В числе детей Императора Бретани (Emyr Llydaw):
- Гвиндаф Старый
- Амун Чёрный
- Умбрафел